# World Trade Center (1973-2001)

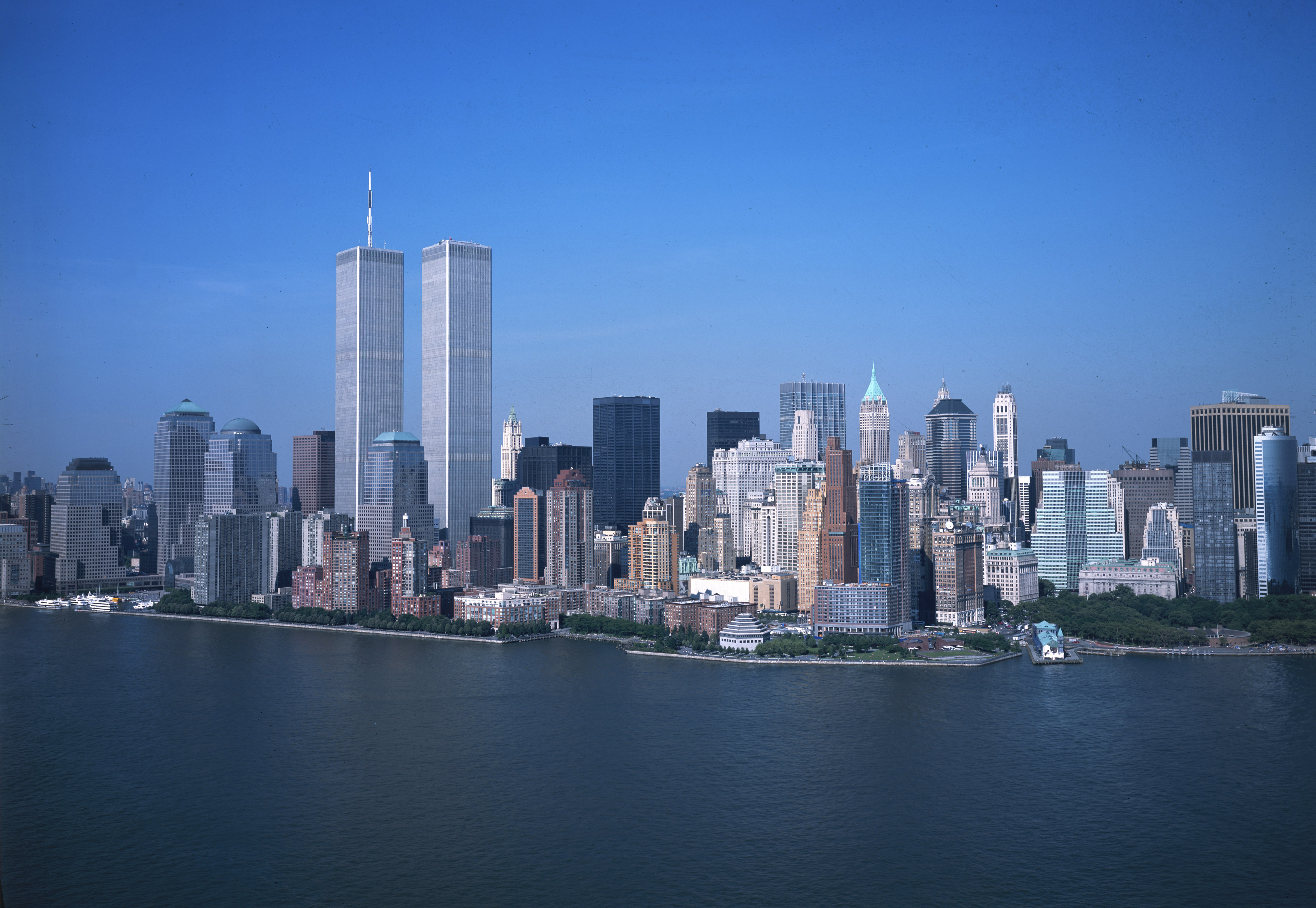
Het World Trade Center in augustus 2001

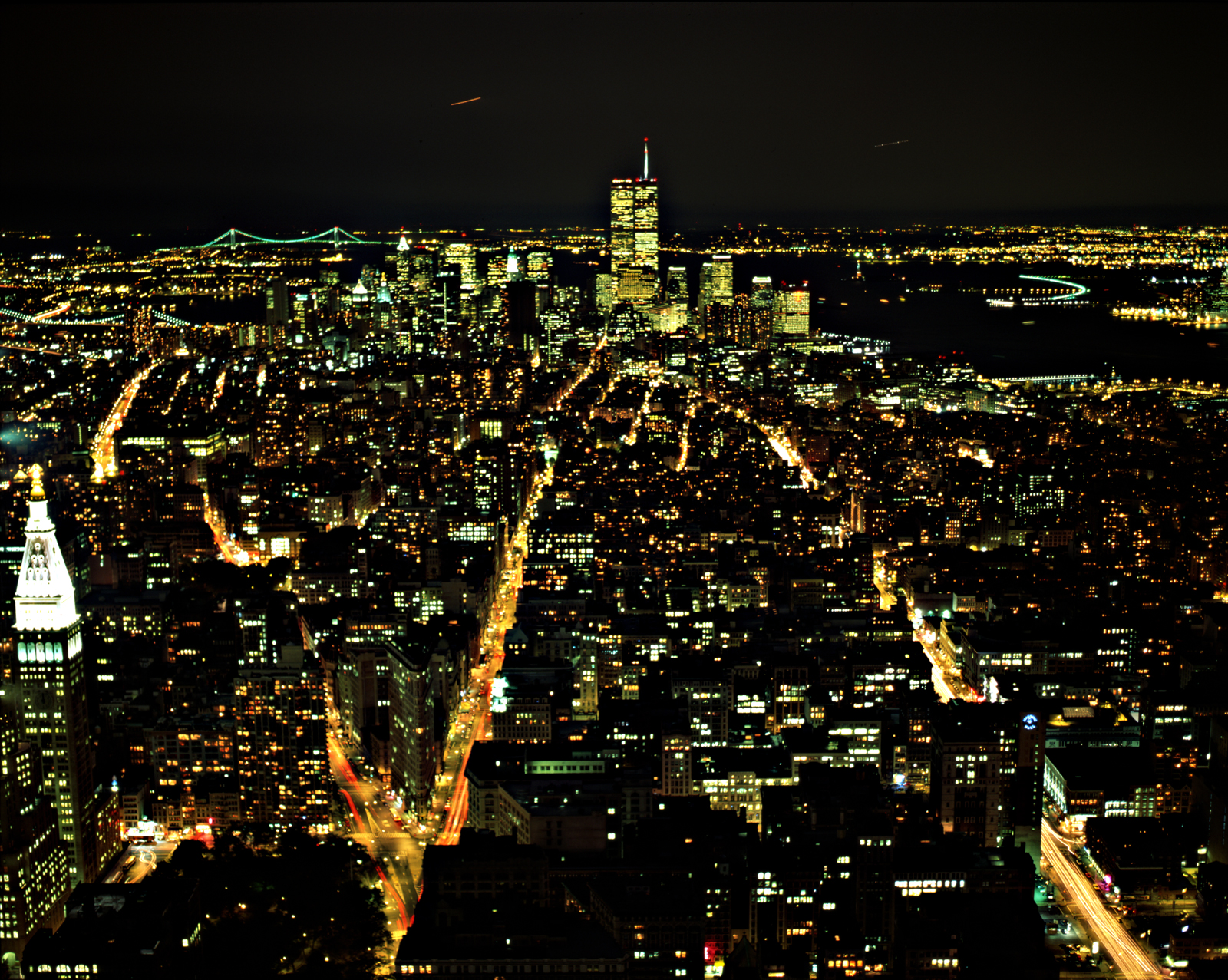
Zicht op de Twin Towers vanaf het Empire State Building

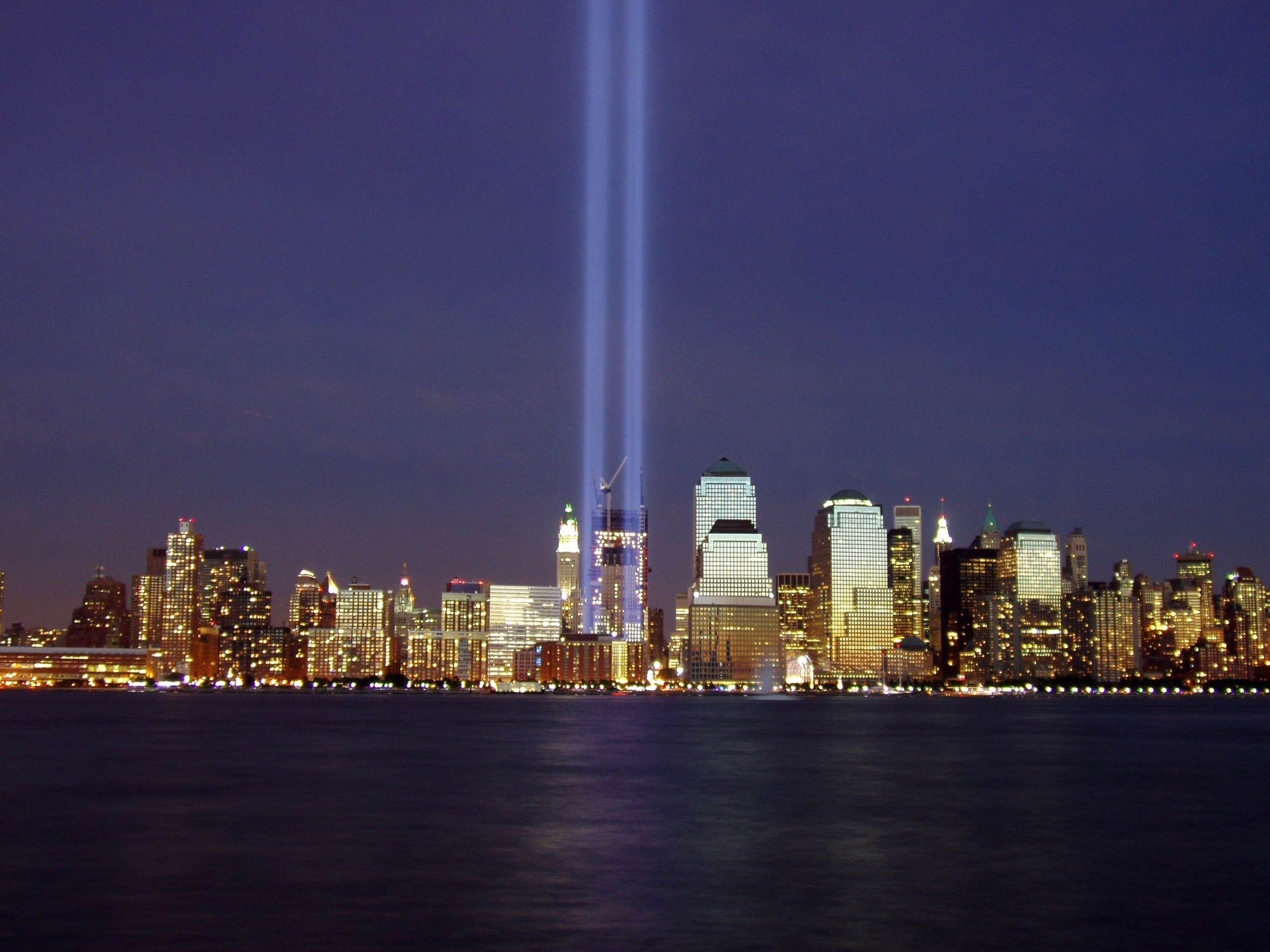
Tribute in Light

Het World Trade Center of WTC was een complex van zeven kantoorgebouwen met een totaal vloeroppervlak van 1,24 miljoen m² gelegen langs de westkant van Lower Manhattan in het financiële hart van New York.
Het WTC was ontworpen door Minoru Yamasaki en Julian Roth van Emery Roth & Sons, ingenieur Leslie Earl Robertson en ontwikkeld door de Port Authority of New York and New Jersey. In 1960 kwam de Downtown-Lower Manhattan Development Association (DLMA), opgericht en bestuurd door David Rockefeller, met het idee van een World Trade Center om Lower Manhattan te revitaliseren. Rockefeller kreeg steun van zijn broer Nelson, toenmalig gouverneur van de staat New York. Het WTC was, net als vrijwel alle World Trade Centers op de wereld, lid van de World Trade Centers Association. Op 24 juli 2001 werd het complex geleased aan Larry A. Silverstein.
Het WTC stond bekend om zijn twee 110 verdiepingen tellende torens, de North Tower en de South Tower, die in de volksmond steeds werden aangeduid als de Twin Towers (Tweelingtorens). De torens hadden een hoogte van 417 meter respectievelijk 415 meter en waren ooit de hoogste gebouwen ter wereld. Het World Trade Center was een onmiskenbaar onderdeel van New York, werd over de gehele wereld gezien als symbool voor de Verenigde Staten en had een enorme invloed op de populaire cultuur.
Het complex werd op 13 februari 1975 getroffen door een brand, op 26 februari 1993 door een bomaanslag en op 14 januari 1998 door een overval op de Bank of America. Uiteindelijk werden alle gebouwen verwoest toen terroristen met twee gekaapte passagiersvliegtuigen op 11 september 2001 doelbewust de Twin Towers binnenvlogen. Op de plaats van de oorspronkelijke torens werd hierna een nieuw World Trade Center gebouwd, inclusief het National September 11 Memorial & Museum en het One World Trade Center. Dit gebouw, dat eind 2014 in gebruik werd genomen, is het hoogste van het westelijk halfrond.

## Geschiedenis

### Ontstaan

#### Revitalisatie van Lower Manhattan
Direct na de Tweede Wereldoorlog, toen de economie een enorme groei doormaakte, verwachtte men een grote toename in de wereldhandel. De havenstad New York wilde hiervan profiteren. Daarom kwamen wetgevers in New York met het idee om een internationaal of wereldhandelscentrum te bouwen. Men dacht dat New York beter zou kunnen concurreren met andere havens als alle handelsbedrijven onder één dak zaten. In 1943 werd door de New York Legislature besloten om dit te gaan realiseren. De World Trade Centers Association werd opgericht in 1968 en toenmalig gouverneur van New York Thomas E. Dewey stelde een commissie samen. De World Trade Centers Association moest plannen gaan ontwerpen voor een wereldhandelscentrum. Architect John Eberson en zijn zoon Drew stelden voor om 21 gebouwen te bouwen met een totaal vloeroppervlak van 465.000 m². Dit betrof echter geen kantoorruimte maar ruimte voor handelsbedrijven om hun goederen ten toon te kunnen stellen. Dit project zou 150 miljoen dollar gaan kosten. Echter een marktonderzoek wees uit dat het project niet rendabel zou kunnen zijn en concludeerde dat het moderniseren en het uitbreiden van de haven zelf beter zou zijn. Het originele plan voor de bouw werd in 1949 door de New York Legislature weggestemd.
Het idee van een wereldhandelscentrum kwam ruim tien jaar later weer boven water. Lower Manhattan verkeerde in grote problemen. Door de verpaupering verhuisden veel bedrijven naar Midtown Manhattan. David Rockefeller, directeur van de Chase Manhattan Bank, geloofde echter in Lower Manhattan. In 1956 richtte hij de Downtown-Lower Manhattan Development Association (DLMA) op. Deze organisatie moest proberen de leegloop te laten stoppen. Hij probeerde Lower Manhattan nieuw leven in te blazen door een nieuw hoofdkantoor (One Chase Manhattan Plaza) voor zijn financiële instelling in Lower Manhattan te bouwen. Dit maakte echter weinig verschil. Het gebied had namelijk nog te veel tekortkomingen. Door het gebrek aan woningen, winkels en vermaak was Lower Manhattan nog steeds onaantrekkelijk. Dit zou langzamerhand veranderen vanaf de jaren zestig.
David Rockefeller, die uiteindelijk 101 jaar oud werd en pas overleed in 2017, pakte het nog grootser aan. De DLMA vroeg Skidmore, Owings and Merrill een breder plan op te stellen voor Lower Manhattan. Dit architectenbureau blies het idee voor een World Trade Centers Association nieuw leven in en stelde voor om het aan de East River te bouwen. David Rockefeller vond het een mooi idee, hij hoopte dat het World Trade Center hetzelfde zou doen voor Lower Manhattan als het Rockefeller Center deed voor Midtown Manhattan. Rockefeller Center was gebouwd door John D. Rockefeller jr., de vader van David. In 1958 presenteerde David zijn plan aan het publiek als the billion dollar plan (Nederlands: 'het één-miljard-dollar-plan'). David en zijn DLMA hadden echter niet de benodigde politieke macht en financiële middelen om het World Trade Center te kunnen realiseren. David kreeg steun van zijn broer Nelson Rockefeller, de gouverneur van de staat New York. Nelson had veel politieke macht en kon zo de benodigde politieke steun geven. Later zei men dat ze de wolkenkrabbers David en Nelson zouden moeten noemen omdat zij het World Trade Center mogelijk maakten. David Rockefeller had echter nog meer steun nodig en zocht een partner die voldoende financiële middelen en technische vaardigheden had om een dergelijk groot project te kunnen realiseren. Ook was meer politieke macht welkom.

#### Financiering en ontwikkeling

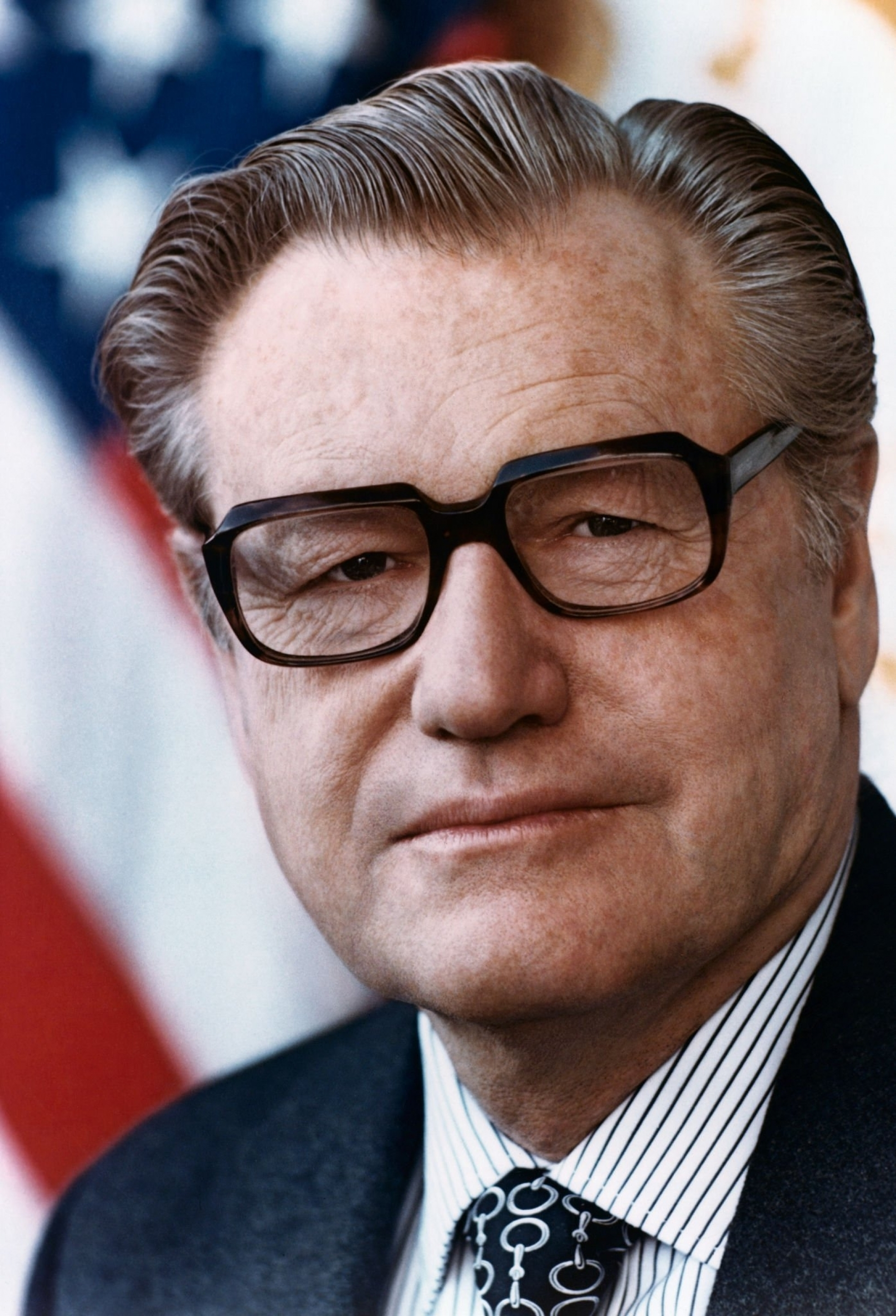
Nelson Rockefeller, toenmalig gouverneur van New York

Nelson Rockefeller klopte aan bij de Port Authority of New York (and New Jersey), een semi-overheidsinstelling opgericht in 1921. De Port Authority kwam voort uit een samenwerkingsverband tussen de staten van New York en New Jersey. Deze instelling beheerde alle terminals en transportvoorzieningen in een straal van 40 km rond het Vrijheidsbeeld, om zo de haven van deze regio veilig te stellen. De Port Authority had als doel met name problemen en knelpunten in het vervoer van mensen en goederen tussen New York en New Jersey op te lossen door het bouwen, onderhouden en exploiteren van spoorwegen, veerboten, bruggen, tunnels en andere faciliteiten die de handel stimuleerden.
Doordat de Port Authority deels een overheidsinstelling was had deze instelling bepaalde voorrechten, zo kon deze het World Trade Center financieren door staatsobligaties uit te geven. De Port Authority had ook de mogelijkheid om grond te onteigenen en het had de kennis en het personeel om een dergelijk project succesvol te kunnen voltooien. De Port Authority leek zowel de perfecte als de enige kandidaat te zijn, een normale overheidsinstelling of bedrijf had namelijk niet de politieke macht en de financiële middelen om een dergelijk groot project te kunnen voltooien.
Toenmalig directeur van de Port Authority, Austin J. Tobin, wilde de Port Authority meer aanzien geven door grote en prestigieuze projecten te starten. Hij vond het bouwen van een World Trade Center dan ook een goed idee. Austin J. Tobin was een klein maar machtig man. Met zijn steun en die van Nelson en David Rockefeller was het World Trade Center dan ook voor leven vatbaar. De Port Authority mocht alleen projecten starten die een voordeel zouden opleveren voor de haven. Het World Trade Center voldeed aan dit criterium. In 1960 werd het project dan ook officieel aan de portfolio van de Port Authority toegevoegd.

#### Protest

Plattegrond van het World Trade Center

De burgemeester van New York, Robert F. Wagner Jr. was echter tegen het plan. Eigendommen van de Port Authority waren namelijk vrijgesteld van belastingen. Door het grote oppervlak van het World Trade Center betekende dit dat New York veel belastingen mis zou gaan lopen. De burgemeester kon de Port Authority zelf, of het onteigenen door de Port Authority, niet rechtstreeks stoppen, maar hij kon wel op een andere manier invloed uitoefenen: de stad beheerde de wegen op Manhattan. Aangezien er een aantal wegen gesloopt moest worden voor het WTC kon de stad beslissen om hiervoor geen toestemming te geven. De burgemeester kon zo dus indirect voorkomen dat het WTC gebouwd zou worden. De Port Authority beloofde aan de burgemeester dat het verlies in belastingen gecompenseerd zou gaan worden. In ruil beloofde de burgemeester dat de stad dan niet meer dwars zou gaan liggen. Richard J. Hughes, de (nieuwe) gouverneur van New Jersey, vond het profijt voor New Jersey te gering en wilde het plan tegenhouden door een veto uit te spreken.
Om de steun van Richard Hughes, de gouverneur van New Jersey, te krijgen bood de Port Authority aan om de failliete Hudson and Manhattan Commuter Railroad (nu: Port Authority Trans-Hudson) verbinding onder de Hudson over te nemen en te renoveren. De Port Authority kreeg nu het idee om beide projecten te combineren door het WTC te verplaatsen van de East River naar de Lower West Side, waar destijds het station van de Port Authority Trans-Hudson (PATH) gevestigd was. Dit zou goedkoper zijn en de bereikbaarheid van het World Trade Center werd beter. De gouverneur ging akkoord en zei: "At least we can see the damn thing" (Nederlands: "Dan kunnen we het verdomde ding tenminste zien"). In het gebied waar het WTC nu zou gaan komen kwamen grondeigenaren in protest. In het gebied waren veel elektronicazaken gevestigd, het gebied werd daarom ook wel Radio Row genoemd. De winkeleigenaren wilden niet dat dit unieke gebied verloren zou gaan en voerden actie tegen de bouw van het World Trade Center. De rechters beslisten uiteindelijk in het voordeel van de Port Authority uit naam van het algemeen belang.

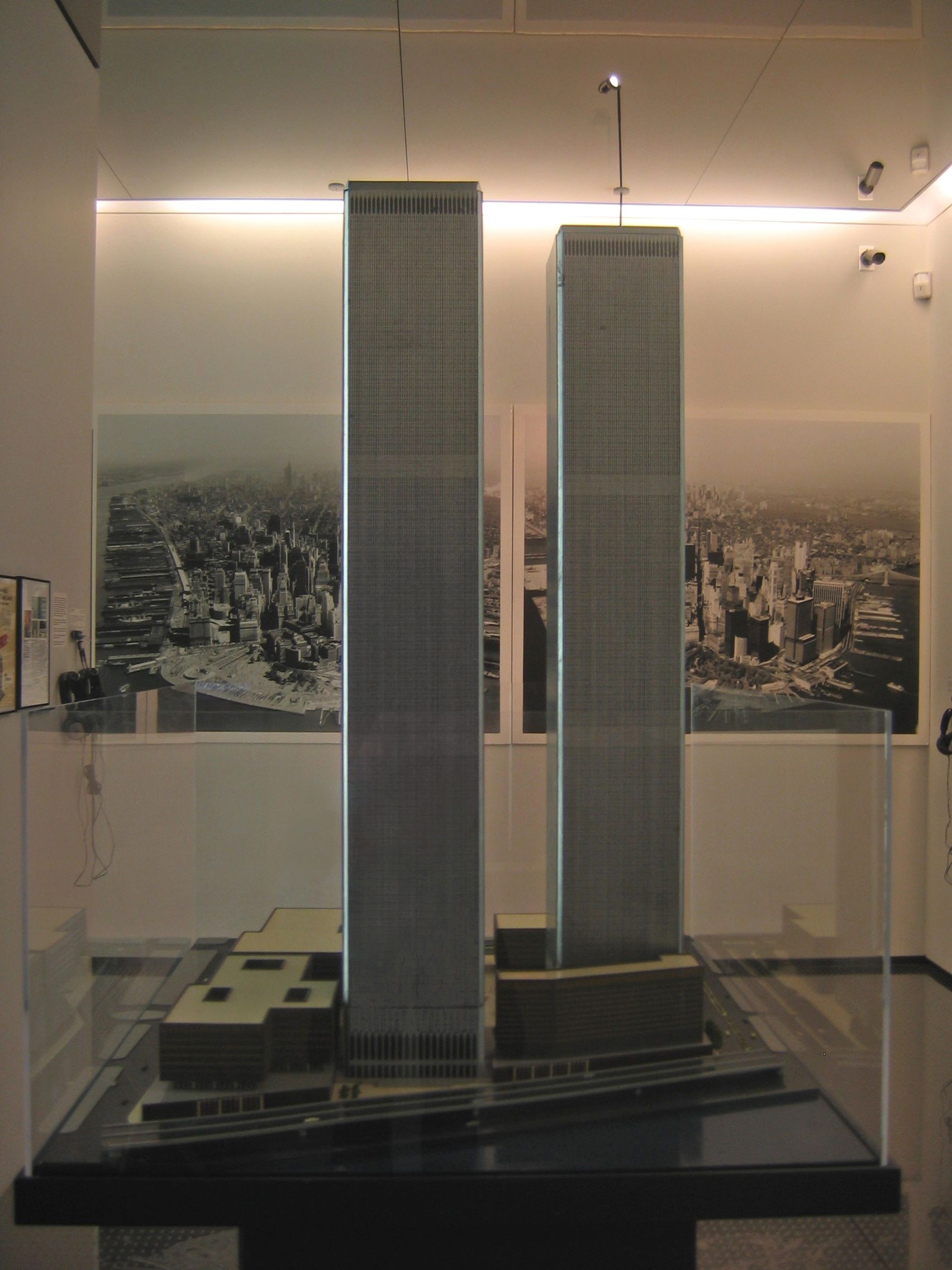
Maquette van het voormalige WTC die is tentoongesteld in het National September 11 Memorial & Museum bij het nieuwe WTC

Het oude plan van Skidmore, Owings and Merrill was nu niet meer bruikbaar. De Port Authority koos voor een andere architect; Minoru Yamasaki. Deze stelde voor om drie of vier niet-identieke vierkante torens te bouwen. Later kwam Minoru Yamasaki met het idee om twee identieke vierkante torens te bouwen, ieder met tachtig verdiepingen. De Port Authority vond het een mooi ontwerp, maar de torens boden te weinig kantoorruimte. De Port Authority wilde minimaal 930.000 m² aan kantoorruimte hebben. De hoofdopzichter van het project, Guy F. Tozzoli stelde voor om de torens hoger te maken. Zo kwam er niet alleen meer kantoorruimte beschikbaar maar zouden de twee wolkenkrabbers ook de twee hoogste gebouwen ter wereld worden. Dit zou het WTC bekend maken en het tot een groter financieel succes maken. Na het overwinnen van een paar technische problemen werd een nieuw plan gepresenteerd. De twee torens, de North Tower en de South Tower, zouden uiteindelijk ieder 110 verdiepingen gaan tellen. Dit was echter nog niet genoeg.
Er werden aan het complex nog twee gebouwen toegevoegd, de North- en South Plaza Building (5 en 4 World Trade Center). Deze twee gebouwen zouden elk negen verdiepingen gaan tellen. Het WTC was bedoeld voor bedrijven die wereldhandel dreven, daarom werd er aan het complex ook een gebouw voor de Amerikaanse douane toegevoegd. Het U.S. Customs House (6 World Trade Center) zou zeven verdiepingen krijgen. Voor de vele gasten werd er nog een 22 verdiepingen tellend hotel gepland, het Vista International Hotel (3 World Trade Center) – vanaf 1995 uitgebaat door hotelketen Marriott International. 7 World Trade Center werd pas in 1987 aan het complex toegevoegd. Ondergronds zou een parkeergarage en een groot winkelcentrum komen, The Mall at the World Trade Center. Om het complex af te werken werd er nog een plein met beplanting aan toegevoegd. Dit plan werd al snel goedgekeurd. Het bedrijf Emery Roth & Sons van architect Julian Roth en diens broer Richard werd aangenomen om Minoru Yamasaki te ondersteunen om het plan te kunnen realiseren.
Naast de burgemeester van New York was ook Harry Helmsley, toenmalig eigenaar van het Empire State Building, tegen de bouw van het World Trade Center. Volgens Harry was er veel leegstand in Midtown Manhattan en zou het World Trade Center de huurprijzen verder doen zakken. Niemand zou belang hebben bij deze ontwikkeling. De Port Authority trok zich niet veel aan van deze kritiek, volgens de Port Authority was zijn kritiek een verkapte manier om te voorkomen dat het World Trade Center de titel van het hoogste gebouw ter wereld zou afpakken van zijn Empire State Building. Later werd aan Yamasaki gevraagd waarom hij niet één toren van 220 verdiepingen voorstelde. Hij antwoordde: "I didn't want to lose the human scale" (Nederlands: "Ik wilde de menselijke maat niet kwijtraken").

### Opening

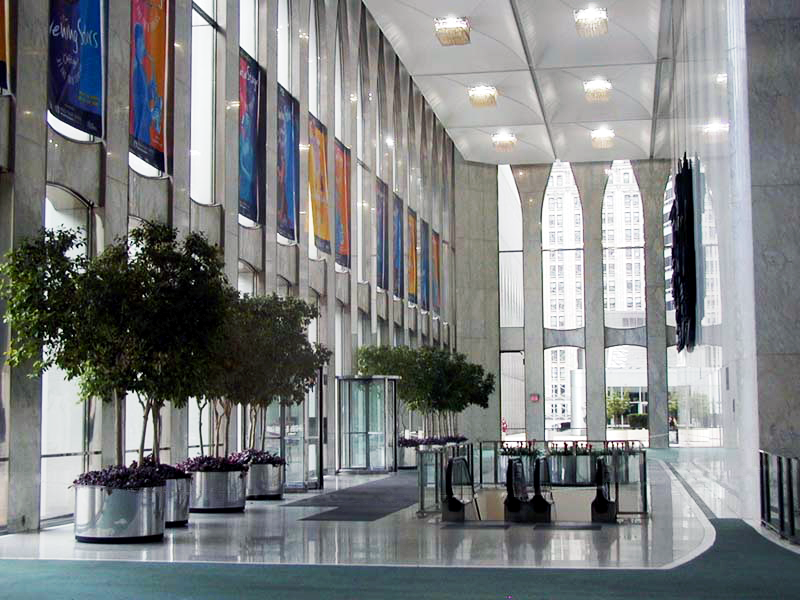
Lobby van de North Tower (WTC 1) in 2000

Op 23 december 1970 werd het hoogste punt bereikt van de North Tower. Rond deze tijd trokken al huurders in de lagere verdiepingen van het gebouw. Aan de hogere verdiepingen van de North Tower werd nog steeds gewerkt. Op 19 juli 1971 werd het hoogste punt bereikt van de South Tower, de eerste huurders trokken in januari 1972 in het gebouw. Dat jaar was ook het werk aan de North Tower voltooid. Het World Trade Center werd officieel geopend op 4 april 1973 als de hoogste bouwwerken ter wereld, nadat ook de South Tower gereed was – de North Tower was officieel de hoogste (417 meter, de antenne met een hoogte van 110,3 meter werd pas in 1979 geplaatst) omdat de hoogte van de constructie twee meter hoger was dan die van de South Tower (415 meter). Een jaar na opening, op 7 augustus 1974, wandelde de Franse koorddanser Philippe Petit zonder beveiliging en zonder toestemming acht keer heen en weer tussen de North Tower en de South Tower.

### Geen huurders
De beginjaren van het World Trade Center zelf verliepen allesbehalve vlekkeloos. Hoewel het World Trade Center bedoeld was om bedrijven aan te trekken die wereldhandel dreven, bleek het toch moeilijk te zijn om deze daadwerkelijk te contracteren. Tot het begin van de jaren tachtig was de meeste kantoorruimte verhuurd aan overheidsinstanties. Later, toen de economische situatie in de stad verbeterde werden er particuliere bedrijven gecontracteerd, dit waren meestal bedrijven die verbonden waren met Wall Street.

### Brand op 13 februari 1975
Op 13 februari 1975 ontstond er brand in de North Tower. Deze grote brand woedde op de elfde verdieping waar de B.F. Goodrich Company gevestigd was. De brand woedde ruim drie uur. Deze brand richtte veel schade aan het interieur aan, maar niet aan de constructie zelf. De negende en veertiende verdieping ondervonden ook lichte schade. In totaal vielen er zestien gewonden. Brandweerinspecteur John T. O'Hagan liet later weten dat hij zich zou gaan inspannen om sprinklers te laten installeren. John T. O'Hagan had succes, er werden sprinklers geïnstalleerd om een dergelijk grote brand in de toekomst te voorkomen.:18 (PDF p. 28) Het World Trade Center zou nog vaker getroffen worden door brand. Deze brandjes richtten echter niet veel schade aan.

### Bomaanslag op het WTC op 26 februari 1993

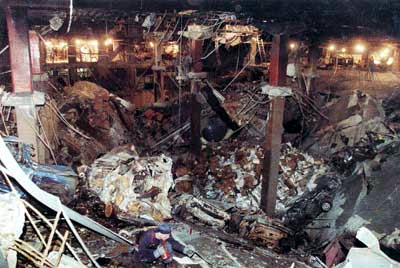
Schade aangericht door de bomaanslag

Op 26 februari 1993 om 12:17 werd een bestelwagen tot ontploffing gebracht door Al Qaida-terrorist Ramzi Yousef in de ondergrondse parkeergarage tegen de fundering van de North Tower. De bestelwagen bevatte 682 kilo aan explosieven. De bedoeling van de terroristen was om het hele World Trade Center te vernietigen door de North Tower te destabiliseren en deze te laten vallen op de South Tower om zo tienduizenden mensen te doden. De ontploffing richtte minder schade aan dan gepland. Hierbij kwamen zes mensen om het leven en raakten meer dan duizend mensen gewond. Deze terreuraanslag was op dat moment de grootste terreuraanslag op Amerikaanse bodem. In 1997 en 1998 werden zes islamitische extremisten, onder wie Ramzi Yousef, veroordeeld tot levenslange gevangenisstraffen voor deze aanslag. De rechter achtte bewezen dat de zes terroristen beide torens wilden laten instorten. Om de slachtoffers van de aanslag te herdenken werd een gedenkteken met daarop de namen van de zes omgekomen slachtoffers geplaatst. Na de aanslagen van 11 september is slechts een deel van het gedenkteken teruggevonden.

### Lease
In 1998 werd het plan goedgekeurd om het World Trade Center te gaan privatiseren, een plan dat al dateerde uit 1995. Zo konden andere projecten van de Port Authority gefinancierd worden. Bijkomend voordeel was dat de stad nu belastingen kon gaan innen op het World Trade Center.
In 2001 werd er gezocht naar gegadigden. Een bod kwam van Vornado Realty Trust, een samenwerkingsverband tussen Brookfield Properties en Boston Properties, en er kwam een gezamenlijk bod van Silverstein Properties en The Westfield Group. Op 15 februari 2001 kondigde de Port Authority aan dat Vornado Realty Trust het winnende bod had gedaan en kreeg de lease van 99 jaar voor 3,25 miljard dollar. Maar Vornado Realty Trust trok zich terug. Op 24 juli kreeg Silverstein Properties de lease.

### Aanslagen op het WTC op 11 september 2001

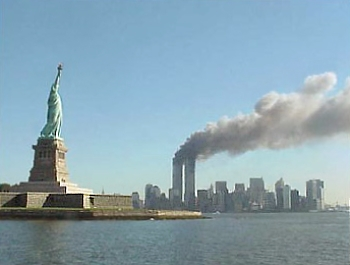
De Twin Towers staan in brand

Op 11 september 2001 om 8:46 uur lokale tijd vloog American Airlines-vlucht 11 in de North Tower van het World Trade Center. Er brak een grote brand uit, verspreid over tientallen verdiepingen. Aanvankelijk werd gedacht dat dit een ongeluk was, even later werd echter bekend dat het toestel gekaapt was. Het vliegtuig was gekaapt door Al Qaida-terroristen, onder wie Mohammed Atta. Tijdens deze ramp werd alarmfase DEFCON 3 uitgeroepen, de derde keer sinds de invoering van het waarschuwingssysteem in 1959. Om 9:03 uur vloog United Airlines-vlucht 175 in de South Tower van het World Trade Center. Ook hier brak een grote brand uit. Nu was er geen enkele twijfel meer mogelijk, dit was een gecoördineerde terreuraanslag. Beide torens waren uiteindelijk niet bestand tegen de zware brand die woedde na de inslag van de commerciële vliegtuigen en zouden, binnen een tijdspanne van 1 uur en 42 minuten structurele achteruitgang, geheel instorten.

## Twin Towers

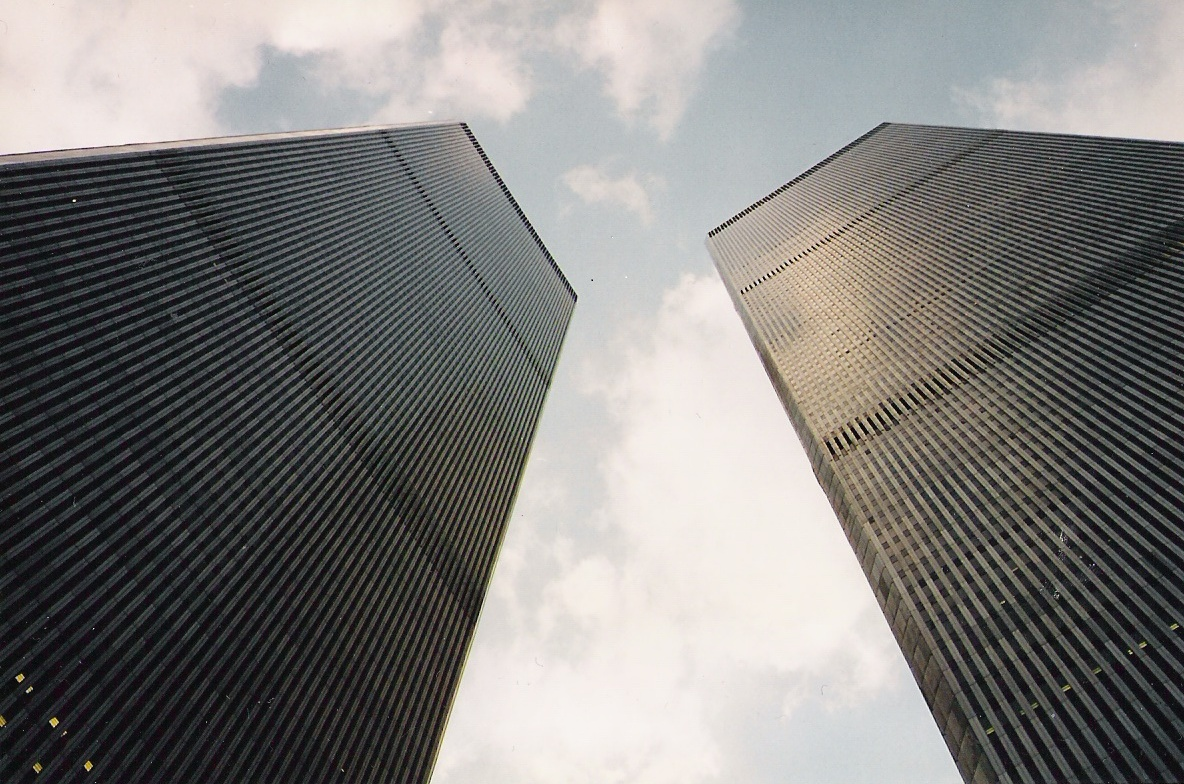
Twin Towers in 1995; North Tower staat rechts (foto genomen vanaf Austin J. Tobin Plaza)

Beide World Trade Center-torens telden 110 verdiepingen. De North Tower had een hoogte van 417 meter, de South Tower had een hoogte van 415 meter. Toen de North Tower gereed was in 1972, was dit gebouw officieel het hoogste gebouw ter wereld. De North Tower nam de titel over van het Empire State Building, dat 40 jaar lang het hoogste gebouw ter wereld was.
In 1973 werd de South Tower het op een na hoogste gebouw ter wereld. De World Trade Center-torens konden de titel echter maar voor even vasthouden. In 1973 ging de 442 meter hoge Sears Tower (tegenwoordig "Willis Tower") in Chicago er met de titel vandoor. De Twin Towers bleven echter wel de twee hoogste gebouwen van New York. Door de vernietiging van het World Trade Center op 11 september 2001 werd na bijna 30 jaar het Empire State Building opnieuw het hoogste gebouw van New York.
Het verschil in hoogte tussen de North en South Tower kwam doordat de 43e en 67e verdieping van de North Tower hoger waren dan de overige verdiepingen. Op de 43e verdieping van de North Tower bevond zich een kantine voor de werknemers van de Port Authority of New York and New Jersey. De South Tower had deze faciliteiten niet nodig, daarom was deze wolkenkrabber iets minder hoog.
Van de 110 verdiepingen waren er acht gereserveerd voor elektrische en mechanische systemen. Deze acht verdiepingen waren gelijkmatig over het gebouw verdeeld in groepjes van twee verdiepingen. Deze verdiepingen waren niet toegankelijk voor het publiek. De overige verdiepingen waren wel toegankelijk voor het publiek. Beide torens hadden een oppervlak van 63,4 bij 63,4 meter en boden ieder ongeveer 350 000 m² aan kantoorruimte en winkels.

### Constructie
Voor het ongeoefende oog zagen de North en de South Tower er hetzelfde uit als elk ander hoog gebouw. Maar mensen met belangstelling voor de bouw zagen dat de Twin Towers anders waren. Vóór het World Trade Center werden hogere gebouwen vaak opgetrokken als torens uit een blokkendoos. Elke vloer werd gedragen door een groot aantal pilaren. Deze pilaren waren meestal gelijk over het vloeroppervlak verdeeld.
De smalle buitenmuren van de Twin Towers droegen geen enkel gewicht en sloten slechts het interieur af. Ze werden daarom ook wel 'curtain walls' genoemd (Nederlands: "gordijnen"). Het WTC was dan ook revolutionair. 59 fameuze smalle 'perimeterkolommen' ('perimeter columns') waarvan sprake in het analytisch verslag van het NIST na de aanslagen op 11 september 2001 – droegen het meeste verticale gewicht en werden achter de buitenmuren geplaatst, de buitenmuren waren pilaren gemaakt van aluminium. Hoofdingenieur Leslie E. Robertson maakte de Twin Towers radicaal anders. Het meeste verticale gewicht werd gedragen door de perimeterkolommen en er waren 47 stalen kolommen gegroepeerd in het midden, de kern ('core columns'). Zo ontstond ertussen een open ruimte zonder pilaren.
Het tussenliggende gedeelte werd ondersteund met 'floor trusses' (vloergebinten), dewelke zich openbaarden als zwakke schakel op 11 september 2001. Ze verbogen met name, waardoor verdiepingen een poos later inzakten, de buitenmuren naar binnen zogen (verlies zijsteun), en een progressieve instorting ("pancake collapse") veroorzaakten. De vloeren met 'trusses' ondersteunen had als voordeel dat ze door de huurder flexibel konden worden ingedeeld (ze werden ook 'tenant floors' genoemd (letterlijk: huurdersverdiepingen). Door het gebrek aan hoogwaardig en sterk staal was deze constructie voorheen niet mogelijk.

Vloerplan en het liftsysteem van de Twin Towers

De buitenmuren stonden in verbinding met de 'floor trusses' en weerstonden daarnaast de windkrachten. Door de sterke buitenmuren konden de torens een windsnelheid verdragen van 240 km/h. De constructie werd zelfs sterk genoeg geacht om te worden geraakt door een groot vliegtuig. De ontwerpers hielden rekening met een inslag van het grootste vliegtuig in die tijd, de Boeing 707. De omstandigheden op 11 september bleken echter veel extremer dan voorzien. Het WTC werd getroffen door twee Boeing 767’s. Hoewel de Boeing 707 en de Boeing 767 in massa, vorm en maximumsnelheid niet veel van elkaar verschillen waren er toch andere belangrijke en doorslaggevende verschillen te constateren. Het WTC was met andere woorden niet voorzien op een inslag van een Boeing 767, wat het geval was op 11 september. De ingenieursfirma van ir. Leslie E. Robertson hield rekening met een vliegtuigongeluk; dat wil zeggen: de torens zouden geraakt kunnen worden door landende en opstijgende Boeing(s) 707 die verdwaald waren in de mist en op lage snelheid (men ging uit van 290 km/u) tegen de torens op zouden botsen. Bij de aanslagen op 11 september 2001 daarentegen maakten de terroristen enorme duikvluchten waardoor de vliegtuigen modaal zelfs boven hun maximumsnelheid van om en bij 800 km/u vlogen (United Airlines vlucht-175 in de South Tower die rechtstreeks op televisie te zien was, haalde de hoogste snelheid).:18 (PDF p. 3) Een verdubbeling van de snelheid betekent een verviervoudiging van de kinetische energie. De torens werden dus zwaarder beschadigd dan waar rekening mee gehouden was. Mede door de daarop volgende brand werd de constructie van de torens ook van binnenuit aangetast. Desondanks bleven de Twin Towers toch nog 102 en 56 minuten staan (respectievelijk North Tower en South Tower), waardoor veel mensen konden ontsnappen, vooral als ze zich bevonden op een lagere verdieping. Het World Trade Center werd na impact van de vliegtuigen geheel vernietigd; ook de overige vijf gebouwen liepen onherstelbare schade op.

### Liftsysteem

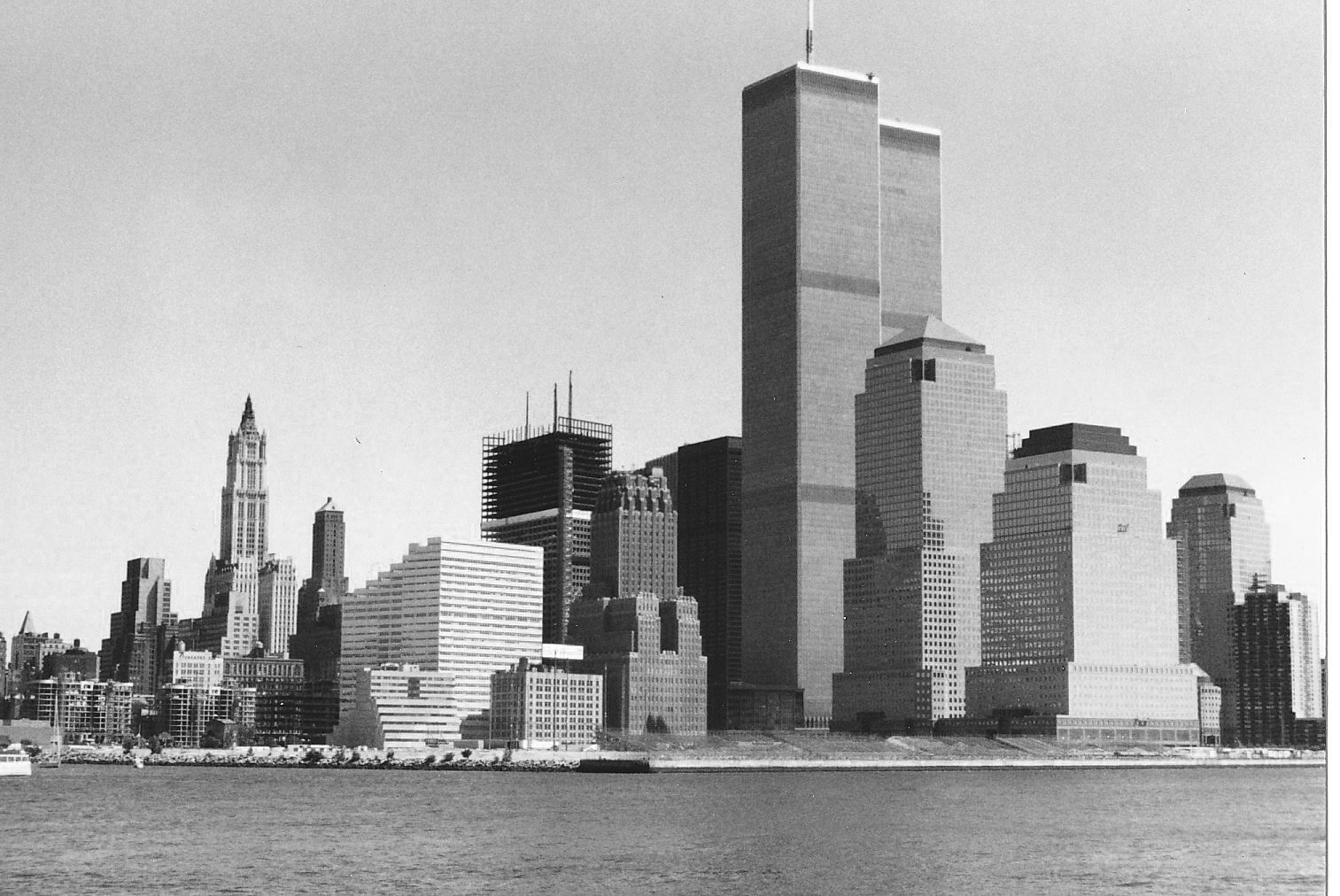
Het World Trade Center in 1986, het 7 World Trade Center (links van de Twin Towers) was nog in aanbouw; de "skylobbies" waren de donkergrijze zones op de World Trade Center-torens

Vanwege de enorme grootte van de Twin Towers zouden er veel liften nodig zijn om de tienduizenden mensen te vervoeren. Dit zou veel te veel ruimte kosten. Men moest iets verzinnen om het aantal liften te verminderen en er toch voor zorgen dat de mensen snel en efficiënt vervoerd konden worden. Architect Herb Tessler vond de oplossing door gebruik te maken van een methode als bij de metro. Mensen die van de metro gebruik maakten moesten bijna altijd overstappen om op de gewenste bestemming te komen. Herb dacht dat dit principe ook kon werken voor de Twin Towers. Hij stelde voor om iedere toren op te delen in drie even grote aaneengesloten zones. Beide torens werden uitgerust met 99 "express elevators" (letterlijk: expressliften). Een zone was dus te vergelijken met een apart gebouw, zo had elke zone een eigen lobby waar de mensen in de lift konden stappen. Deze liften beperkten zich alleen tot de eigen zone en werden daarom ook wel lokale liften genoemd. Zo had elk gebouw twee lobby's die zich op de 44e en 78e verdieping bevonden.
Een dergelijke lobby werd ook wel een "skylobby" genoemd. Om de mensen van de benedenverdieping naar de gewenste zone te brengen nam men een snellift. Deze lift stopte alleen op de lobby's. Wanneer men bijvoorbeeld naar de 50e verdieping wilde, moest men eerst in een snellift die naar de "skylobby" van de tweede zone ging. Van daar had men de keuze uit een lokale lift naar de 50e verdieping.
Beide torens hadden ook negen goederenliften door het hele gebouw. De bezoekers van Top of the World en Windows on the World hadden ook een paar liften ter beschikking die ook door het gehele gebouw liepen. Zonder dit revolutionaire systeem zouden de Twin Towers nooit gebouwd zijn. Een regulier liftsysteem zou te veel ruimte hebben gekost. De gebouwen zouden dan economisch niet haalbaar zijn. Het systeem werd later ook gebruikt in andere gebouwen. Een motor afkomstig uit de liften werd nog teruggevonden en staat momenteel in het National September 11 Memorial & Museum.

### Radio en televisie
Op de 110e verdieping van de North Tower bevond zich radio- en televisiezendapparatuur. Op het dak van de North Tower bevonden zich veel soorten antennes, inclusief een 110 meter hoge hoofdantenne. De antenne is in 1999 nog aangepast om digitale televisie-signalen te kunnen verwerken (Engels: "DTV"). De antenne zorgde voor de transmissie van bijna alle televisiestations van New York (WCBS-TV, WNBC-TV, WNYW-TV, WABC-TV, WWOR-TV, WPIX-TV, WNET-TV, WPXN-TV, en WNJU-TV) en vier FM radiostations (WPAT-FM, WNYC-FM, WKCR, en WKTU). De South Tower was ontworpen om ook een antenne te kunnen dragen, maar heeft deze nooit hoeven dragen. Op de South Tower bevond zich echter wel een observatiedek genaamd Top of the World. Op 11 september was duidelijk te zien dat veel televisiebeelden stoorden door het beschadigen van de zendapparatuur door het branden van de North Tower. Na het instorten van het gebouw waren de meeste zenders dan ook uit de lucht. De meeste radio- en televisiestations maken nu gebruik van de antenne op het Empire State Building alsmede die op het nieuwe One World Trade Center, waardoor het Empire State Building voor die functie op termijn overbodig zal zijn.

### Top of the World

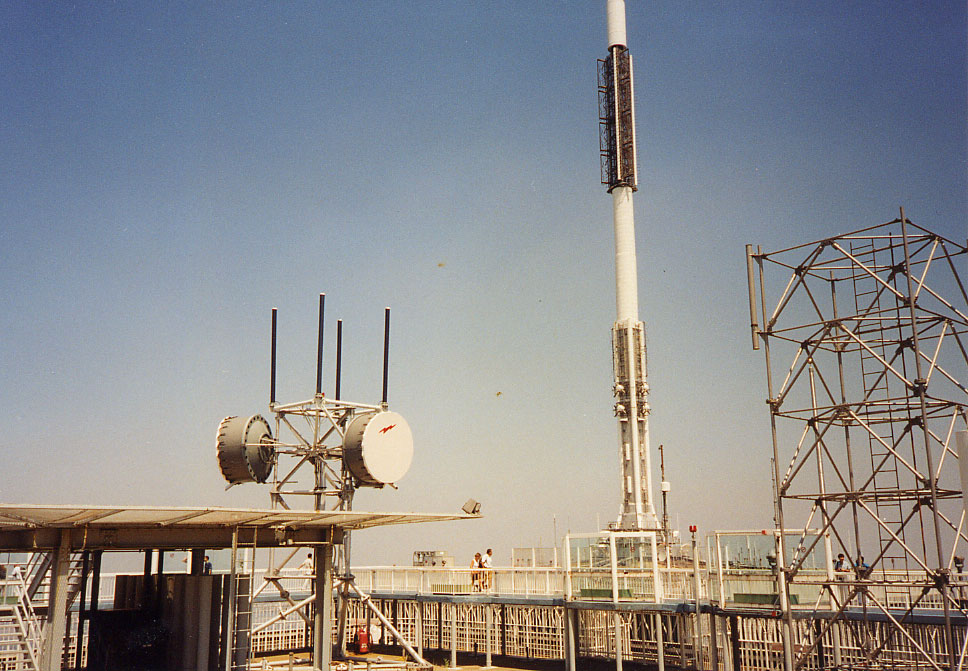
Top of the World

Op de 107e verdieping en op de 110e verdieping van de South Tower bevond zich een openbare observatieruimte genaamd Top of the World (Nederlands: Dak van de Wereld). Top of the World bood een indrukwekkend uitzicht op New York en New Jersey. Bij goed weer mochten de bezoekers zelfs genieten van het uitzicht op het dak van de South Tower. Men bevond zich dan op een hoogte van 420 meter. Op een onbewolkte dag kon men tot 80 km in de verte kijken in elke richting.
Om zelfmoorden te voorkomen waren er grote hekken op het dak geplaatst. Overigens stond men niet direct op het dak, maar op een teruggeplaatst, verhoogd platform zodat men toch over het hek kon kijken.
Top of the World bood niet alleen een mooi uitzicht, er was ook een gedetailleerde maquette te bewonderen van Manhattan. In deze maquette waren 750 gebouwen te vinden. Ook kon men genieten van een virtuele helikoptervlucht over New York. De bezoekers hadden ook de mogelijkheid om wat te eten en souvenirs te kopen.
Voordat de bezoekers werden toegelaten tot Top of the World moesten ze eerst een strenge veiligheidscontrole ondergaan. Deze controle werd na de terreuraanslag van 26 februari 1993 ingevoerd. Sinds de opening van Top of the World in december 1975 was het door ruim 30 miljoen mensen bezocht.

### Windows on the World

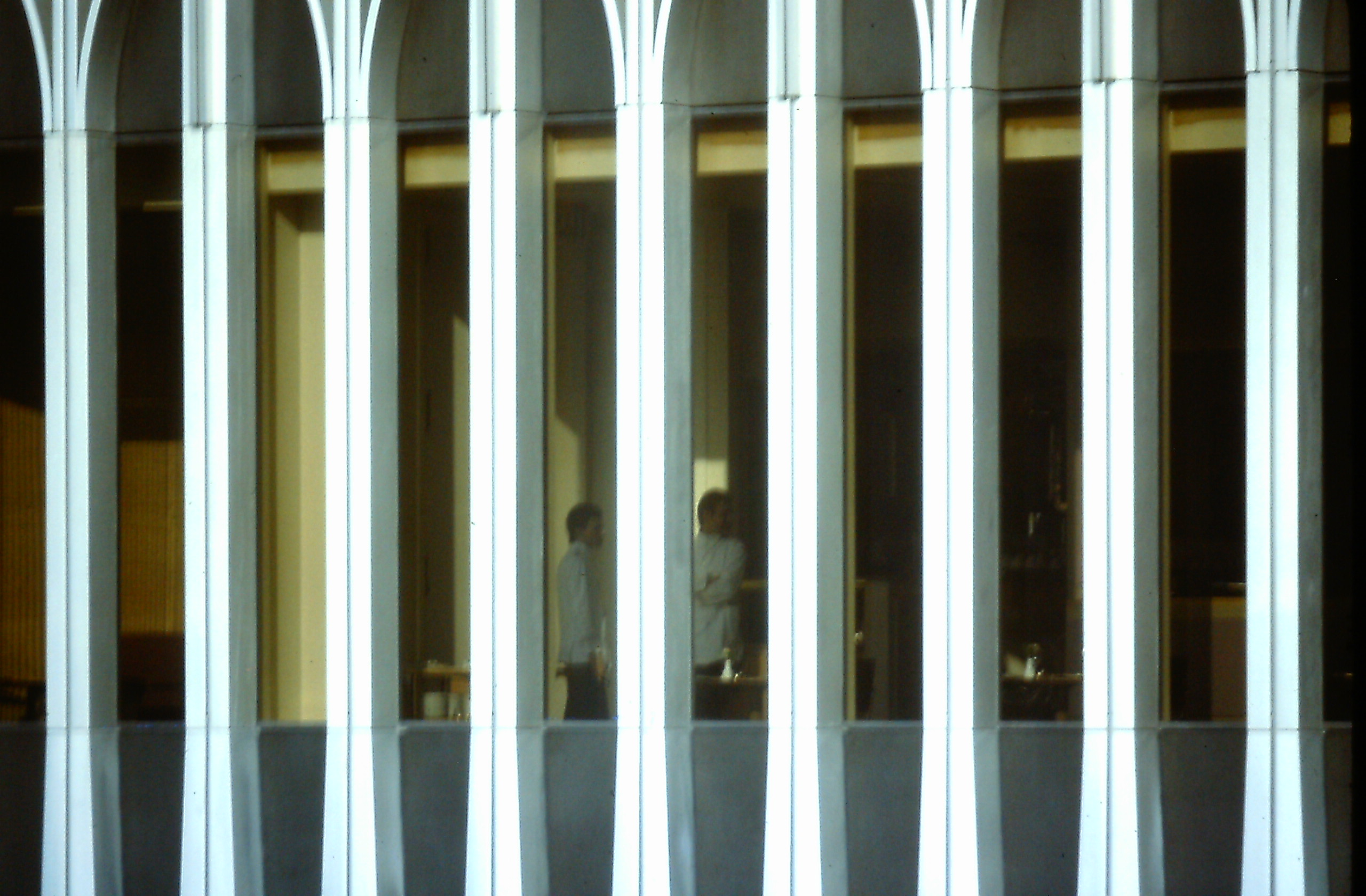
Windows on the World

In de North Tower bevond zich op de 106e en 107e verdieping een wereldberoemd restaurant genaamd Windows on the World.
Windows on the World werd in 1976 geopend en was sindsdien een groot succes. In 2000 werd er maar liefst 37,5 miljoen dollar verdiend, hiermee was Windows on the World op dat moment het succesvolste restaurant in de Verenigde Staten.
Op 11 september 2001 werd er naast het gebruikelijke ontbijt een congres georganiseerd voor Risk Waters Group, het Waters Financial Technology Congress. 73 restaurantmedewerkers, 16 Risk Waters Group-medewerkers en 71 congresbezoekers zijn die dag omgekomen.
Op 4 januari 2006 openden de resterende medewerkers een nieuw restaurant, genaamd Colors. Zij willen zo hun overleden collega's eren. De naam en het menu zijn geïnspireerd door de etnische en culturele diversiteit van de vroegere personeelsleden. Het restaurant is sinds 2019 gesitueerd in de Lower East Side van Manhattan.

## Ingenieurs en aannemers
| Architecten                   | Minoru Yamasaki met Antonio Brittiochi, Emery Roth & Sons                                                  |
| Bouwkundig ingenieurs         | Worthington, Skilling, Helle & Jackson (hernoemd naar Skilling, Helle, Christiansen & Robertson), New York |
| Elektrotechnisch ingenieurs   | Joseph R. Loring & Associates, New York                                                                    |
| Funderingingenieurs           | Port Authority of New York and New Jersey, Engineering Dept.                                               |
| Hoofdaannemer                 | Tishman Realty & Construction Company, New York                                                            |
| Hoofdingenieur                | Leslie E. Robertson, Rino M. Monti                                                                         |
| Opzichter                     | Guy F. Tozzoli                                                                                             |
| Werktuigbouwkundig ingenieurs | Jaros, Baum & Bolles, New York                                                                             |

## Populaire cultuur
Het World Trade Center had een uiterst turbulent leven. Na wat moeilijke beginjaren en veel kritiek ging het dan eindelijk wat beter en kreeg het WTC het succes dat het verdiende. Het succes had ook een keerzijde, het originele complex kwam bijna 30 jaar later op een verschrikkelijke manier aan zijn einde.

### Kritiek
Het World Trade Center kreeg gedurende zijn leven veel kritiek te verwerken. Velen hadden kritiek op het enorme oppervlak van het complex, waaronder de krant The Sunday Times nota bene vijf jaar na de aanslagen op 11 september 2001; "the Twin Towers are no loss to architecture" ("de Twin Towers zijn geen verlies voor de architectuur").
De oorspronkelijke dertien huizenblokken van Radio Row samengevoegd tot één groot superblok. Volgens critici leverde dit een onleefbare situatie op doordat het rechtlijnige verkeer in Manhattan zo werd geblokkeerd.
In zijn boek The Pentagon of Power beschreef de technische historicus Lewis Mumford dat het World Trade Center een goed voorbeeld was van doelloze grootheidswaanzin en technologische opschepperij die de leefbaarheid van de stad bedreigde. Het immense Austin J. Tobin Plaza (vernoemd naar de voormalige directeur van de Port Authority of New York and New Jersey) was in de beginjaren van het World Trade Center niet populair onder de New Yorkers door zijn strakke uiterlijk.
Velen, veelal architecten en kunstenaars, hadden ook kritiek op de Twin Towers zelf. Daarnaast spaarde de media zijn kritiek niet, zoals The New York Times ten tijde van de opening van het complex op 4 april 1973. Ze vonden de twee wolkenkrabbers te groot en te saai. Er werd vaak gezegd dat de twee wolkenkrabbers "de dozen waren waaruit het Empire State Building en het Chrysler Building waren gekomen".

### Media-aandacht
Veel mensen hielden juist van de enorme grootte en hoogte van het complex. Het World Trade Center, en met name de Twin Towers, waren vaak op televisie en in films te zien. Hierdoor kreeg het World Trade Center veel bewonderaars. Vaak waren dit mensen van buiten de stad. Het World Trade Center werd zo een icoon voor de stad New York, en werd door vele toeristen bezocht. Het World Trade Center speelde vaak een prominente rol in verschillende (sciencefiction)-films, televisieseries of computerspellen, vaak werd het als zodanig al op gruwelijke wijze beschadigd of vernietigd. In september 2019 kreeg de achttienjarige Daan van der Steijn uit Deurne de belangstelling van de lokale en internationale media met een schaalmodel van het voormalige WTC, inclusief het eens losstaande voormalige 7 World Trade Center. Zijn maquette werd eerst tentoongesteld in het gemeentehuis van Deurne. Van der Steijn had er drie-en-een-half jaar aan gewerkt in de garage van zijn ouders.

## Herbouw
Het World Trade Center wordt al 23 jaar heropgebouwd, de voltooiing staat gepland voor ten vroegste 2024. Op de World Trade Center site, de locatie van het oude WTC, werd het National September 11 Memorial & Museum gebouwd. Op 3 november 2014 werd de centrale wolkenkrabber van het nieuwe complex in gebruik genomen: het One World Trade Center. Verder sleept de bouw van World Trade Center Tower 2 (200 Greenwich Street) al jaren aan, maar werden World Trade Center Tower 3 (175 Greenwich Street) en World Trade Center Tower 4 (150 Greenwich Street) reeds voltooid. De bouw van World Trade Center Tower 5 (130 Liberty Street) is goedgekeurd door gouverneur Andrew Cuomo. Op 24 mei 2006 was het 7 World Trade Center de eerst voltooide wolkenkrabber van het nieuwe World Trade Center.
Het metrostation World Trade Center van het PATH-spoorwegnetwerk, dat onder de Twin Towers van het voormalige World Trade Center-complex lag, is op 23 november 2003 heropend als tijdelijk station. Het nieuwe station naar ontwerp van Santiago Calatrava, dat 3,2 miljard dollar kostte, is het belangrijkste vervoersknooppunt voor Lower Manhattan en werd geopend voor het publiek op 3 maart 2016.
Sinds de eerste editie op 11 september 2002 wordt jaarlijks een installatie met 88 xenon-lichten geprojecteerd op de hemel als eerbetoon aan de slachtoffers en de Twin Towers, de Tribute in Light.

## WTC's in andere landen
In vele landen zijn kantorencomplexen te vinden die zijn aangesloten bij de World Trade Centers Association (WTCA) en worden aangeduid als World Trade Center of WTC. In Nederland zijn deze onder meer te vinden in Amsterdam (op de Zuidas), Schiphol, Den Haag, Rotterdam (Beurs World Trade Center Rotterdam aan de Coolsingel), Eindhoven, Arnhem, Almere, Utrecht en in Leeuwarden. In België is er een WTC-complex te vinden langs de Koning Albert II-laan te Brussel.

### Webcams
- (en) Project Rebirth
- (en) World Trade Center / Ground Zero Webcams